# Anogramma
Anogramma es un género de helechos con 31 especies perteneciente a la familia Pteridaceae. Es un género subcosmopolita, principalmente de los países cálidos y subtropicales.

## Taxonomía
Anogramma fue descrito por Heinrich Friedrich Link y publicado en Filicum Species 137, en el año 1841. La especie tipo es: Anogramma leptophylla (L.) Link.

## Especies seleccionadas
- Anogramma ascensionis, (Hook.) Diels
- Anogramma conspersa Fée
- Anogramma eggersii C.Chr. en C.Chr.
- Anogramma leptophylla (L.) Link
- Anogramma osteniana Dutra
- Lista de especies